# Södra Fågelharsviken
Södra Fågelharsviken är en sjö i Nordanstigs kommun i Hälsingland och ingår i Ljungan-Gnarpsåns kustområde.